# Пония
Пония — река в России, протекает в Верхнекамском районе Кировской области. Устье реки находится в 13 км по правому берегу реки Большой Созим. Длина реки составляет 13 км.
Исток реки на Верхнекамской возвышенности в 11 км к северо-западу от посёлка Лесной. Река течёт на юго-восток, в среднем течении протекает неподалёку через посёлок Заречный. Впадает в Большой Созим у посёлка Лесной.

## Данные водного реестра
По данным государственного водного реестра России, относится к Камскому бассейновому округу, водохозяйственный участок реки — Кама от истока до водомерного поста у села Бондюг, речной подбассейн реки — бассейны притоков Камы до впадения Белой. Речной бассейн реки — Кама.
По данным геоинформационной системы водохозяйственного районирования территории РФ, подготовленной Федеральным агентством водных ресурсов:
- Код водного объекта в государственном водном реестре — 10010100112111100000894
- Код по гидрологической изученности (ГИ) — 111100089
- Код бассейна — 10.01.01.001
- Номер тома по ГИ — 11
- Выпуск по ГИ — 1